# Amaroni
Amaroni est une commune italienne de la province de Catanzaro, dans la région Calabre.

## Administration
| Période                                  | Période  | Identité    | Étiquette | Qualité |
| ---------------------------------------- | -------- | ----------- | --------- | ------- |
| 8 juin 2009                              | En cours | Arturo Bova | civica    |         |
| Les données manquantes sont à compléter. |          |             |           |         |

### Communes limitrophes
Girifalco, Squillace, Vallefiorita